# Coppa dell'Africa Occidentale 1983
La Coppa dell'Africa Occidentale 1983 (1983 West African Nations Cup) fu la seconda edizione della Coppa dell'Africa Occidentale, competizione calcistica per nazione organizzata dalla WAFU. La competizione si svolse in Costa d'Avorio dal 25 settembre al 2 ottobre 1983 e vide la partecipazione di quattro squadre: Costa d'Avorio, Ghana, Liberia, Togo.

## Formula
- Qualificazioni

Nessuna fase di qualificazione. Le squadre sono qualificate direttamente alla fase finale.
- Fase finale

Girone unico - 4 squadre, in un girone unico. Giocano partite di sola andata, la prima e la seconda classificata si qualificano per la finale, la terza e la quarta classificata si qualificano per la finale per il terzo posto. La vincente si laurea campione dell'Africa Occidentale.

## Squadre partecipanti
| Pr. | Squadra        | Data di qualificazione certa | Partecipante in quanto | Partecipazioni precedenti al torneo | Ultima presenza |
| --- | -------------- | ---------------------------- | ---------------------- | ----------------------------------- | --------------- |
| 1   | Costa d'Avorio | -                            | Qualificata di diritto | 1 (1982)                            | Benin 1982      |
| 2   | Ghana          | -                            | Qualificata di diritto | 1 (1982)                            | Benin 1982      |
| 3   | Liberia        | -                            | Qualificata di diritto | 1 (1982)                            | Benin 1982      |
| 4   | Togo           | -                            | Qualificata di diritto | 1 (1982)                            | Benin 1982      |

Nella sezione "partecipazioni precedenti al torneo", le date in grassetto indicano che la nazione ha vinto quella edizione del torneo, mentre le date in corsivo indicano la nazione ospitante.

## Fase finale

### Girone unico

#### Classifica
| Pos | Squadra        | P.ti | G | V | N | P | GF | GS | DR |
| --- | -------------- | ---- | - | - | - | - | -- | -- | -- |
| 1   | Ghana          | 5    | 3 | 2 | 1 | 0 | 4  | 1  | +3 |
| 2   | Togo           | 3    | 3 | 1 | 1 | 1 | 5  | 4  | +1 |
| 3   | Costa d'Avorio | 3    | 3 | 1 | 1 | 1 | 3  | 2  | +1 |
| 4   | Liberia        | 1    | 3 | 0 | 1 | 2 | 0  | 5  | -5 |

#### Risultati
| Abidjan 25 settembre 1983 | Liberia | 0 – 0 | Costa d'Avorio |  |

| Abidjan 27 settembre 1983 | Ghana | 1 – 1 | Togo |  |

| Abidjan 28 settembre 1983 | Ghana | 1 – 0 | Liberia |  |

| Abidjan 28 settembre 1983 | Togo | 0 – 3 | Costa d'Avorio |  |

| Abidjan 30 settembre 1983 | Ghana | 2 – 0 | Costa d'Avorio |  |

| Abidjan 30 settembre 1983 | Togo | 4 – 0 | Liberia |  |

### Finale 3º posto
| Abidjan 2 ottobre 1983 | Costa d'Avorio | 2 – 1 | Liberia |  |

### Finale
| Abidjan 2 ottobre 1983 | Togo | 1 – 3 | Ghana |  |